# Палій Микола Іванович
Палі́й Мико́ла-Миросла́в Іва́нович (7 грудня 1911, Богданівка, Галичина — 23 липня 1994, Білойт, Вісконсин, США) — перекладач, романіст-іспаніст, довголітній дійсний член НТШ. Один із псевдонімів — Микола Гурко.

## З життєпису

### Навчання
Народився 7 грудня 1911 року в с. Богданівка тепер Тернопільського району в Галичині в сім'ї о. Івана та Анни (Шкільник). Початкову освіту отримав у рідному селі, а потім закінчив гімназію в Тернополі та Малу семінарію у Львові. Вищі студії продовжив у Римі на філософському факультеті, а потім перевівся на медичний, який завершив, одержавши диплом лікаря-хірурга 1940 р.

### На еміграції в США
Переїхав до США. У 1943—1950 рр. навчався в університеті штату Огайо на факультеті романських мов із поглибленим вивченням іспанської мови. Далі продовжив студії іспаністики в країнах Центральної Америки: Коста-Рика, Нікарагуа та в університеті Сальтільйо (Мехіко), 1968 р. здобув докторат з іспаністики. Деякий час працював за своєю спеціальністю, викладаючи в університеті штату Огайо, а з 1950 р. — доцент, пізніше професор іспанської та італійської мови і літератури. Голова Східноєвропейського відділу в Білойт коледжі (США).

### Сім'я
Діти: Микола Борислав Палій і Лідія Анна-Марія Г'юм.

## Творчість
Залишив багату літературно-творчу спадщину. Писав українською, англійською та іспанською мовами. Автор низки літературних творів: повістей «Надійні дні» (1949), «Марі, Марі» (1967), «Сентиментальна Україна» (1976), «Дудьо і я» (1980), «Весноосінь» (1991); автор перекладів з іспанської на українську мову, наукових статей, есе, рецензій. Серед численних (понад 200) праць: «Польська література після війни», «Характер польської повоєнної літератури». Часто писав під різними псевдонімами. Записав свою багату і цінну бібліотеку й архів Науковому Товариству ім. Шевченка в Нью-Йорку. Архів Миколи Мирослава Палія зберігається у 323 фонді Архіву-музею ім. Д. Антоновича Української Вільної Академії наук у США.

### Видання творів
- Палій М. Романтична Україна. — Буенос-Айрес: Вид-во Ю. Середяка, 1980. — 161 С.